# بو ينسن
بو ينسن (بالدنماركية: Bo Jensen)‏ هو لاعب كرلنغ دنماركي، ولد في 2 فبراير 1976 في كوبنهاغن في الدنمارك.

## وصلات خارجية
- بو جنسن على موقع الاتحاد الدولي للكرلنغ (الإنجليزية)
- بو جنسن على موقع اللجنة الأولمبية الدولية (الإنجليزية)
- بو جنسن على موقع أوليمبيديا (الإنجليزية)